# Ecorse (Míchigan)
Ecorse es una ciudad ubicada en el condado de Wayne en el estado estadounidense de Míchigan. En el Censo de 2010 tenía una población de 9512 habitantes y una densidad poblacional de 995,02 personas por km².

## Geografía
Ecorse se encuentra ubicada en las coordenadas 42°14′59″N 83°8′25″O / 42.24972, -83.14028. Según la Oficina del Censo de los Estados Unidos, Ecorse tiene una superficie total de 9.56 km², de la cual 7.26 km² corresponden a tierra firme y (24.03%) 2.3 km² es agua.

## Demografía
Según el censo de 2010, había 9512 personas residiendo en Ecorse. La densidad de población era de 995,02 hab./km². De los 9512 habitantes, Ecorse estaba compuesto por el 44.01% blancos, el 46.42% eran afroamericanos, el 0.78% eran amerindios, el 0.28% eran asiáticos, el 0.01% eran isleños del Pacífico, el 3.95% eran de otras razas y el 4.55% pertenecían a dos o más razas. Del total de la población el 13.44% eran hispanos o latinos de cualquier raza.

## Educación
El distrito escolar Ecorse Public Schools gestiona escuelas públicas de Ecorse.